# Кнокке-Хейст — Бредене
Кнокке-Хейст — Бредене (нидерл. Knokke-Heist - Bredene) — шоссейная однодневная велогонка, проходившая по территории Бельгии с 2010 по 2013 год.

## История
Гонка была создана в 2010 году. Её дебютное издание прошло в рамках национального календаря. В 2011 году вошла в Женский мировой шоссейный календарь UCI и календарь женского Кубка Бельгии.
Маршрут гонки проходил в регионе Западная Фландрия между городами Кнокке-Хейст и Бредене. Протяжённость дистанции составляла чуть больше 110 км.

## Призёры
| Год  | Победитель        | Второй               | Третий          |
| ---- | ----------------- | -------------------- | --------------- |
| 2010 | Эмма Сильверсайдс | Хелена Вандер Массен | Грейс Вербеке   |
| 2011 | Винанда Спур      | Хелен ван Влит       | Кристине Маерус |
| 2012 | Лисбет Де Вохт    | Эльс Бельманс        | Майке Полспоел  |
| 2013 | Джорджа Бронцини  | Жольен Д'Ор          | Мартина Цвик    |